# 群馬県道107号群馬総社停車場線

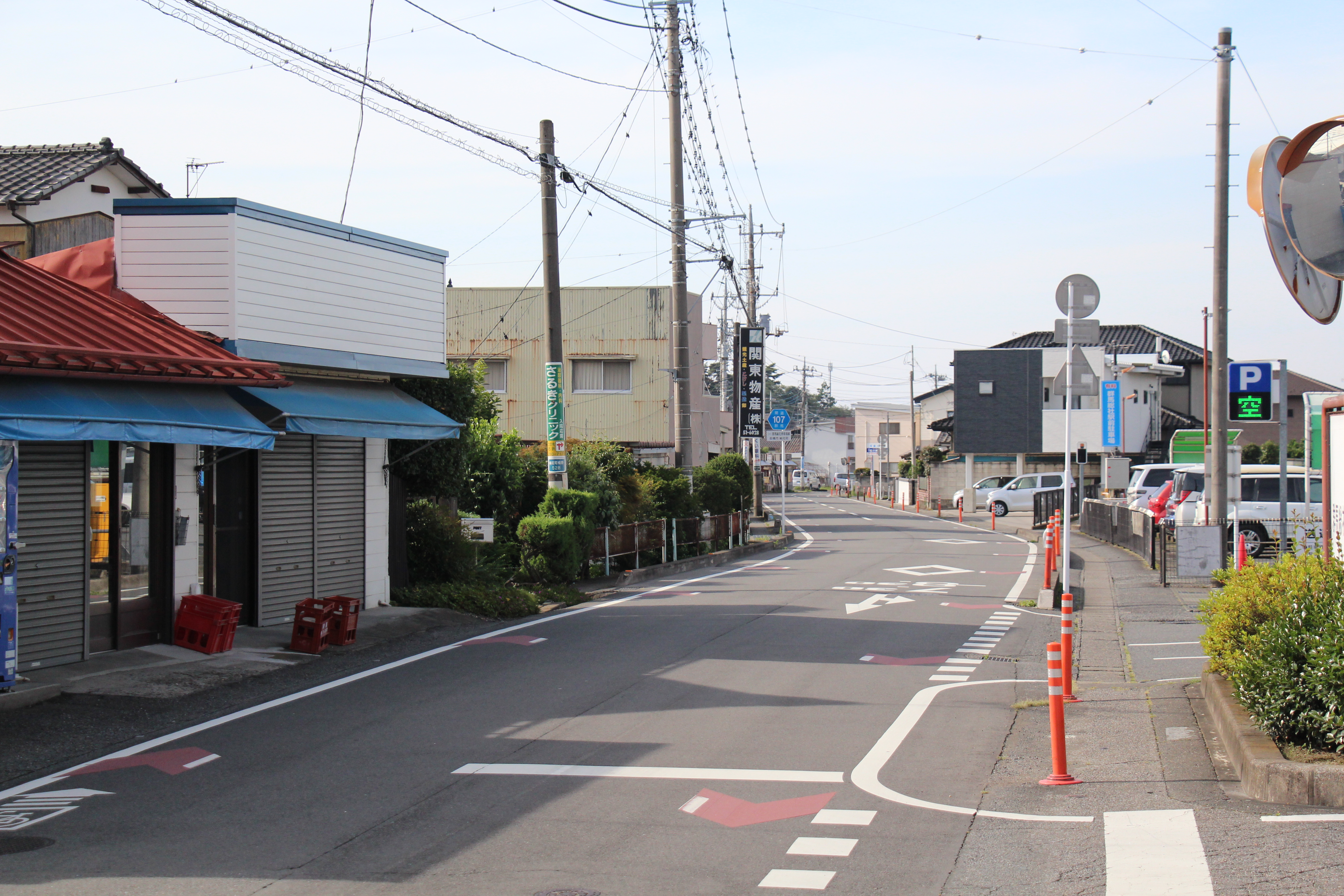
群馬総社駅付近（前橋市総社町総社）

群馬県道107号群馬総社停車場線（ぐんまけんどう 107ごう ぐんまそうじゃていしゃじょうせん）は群馬県前橋市にあるJR群馬総社駅前から群馬県道15号前橋伊香保線に至る一般県道である。

## 概要
群馬総社駅前からJR上越線に並行して南下し、前橋伊香保線に突き当たって終点となる短い路線。車線数は全線2車線となっており、全区間に信号機は1つもない。

### 路線データ
- 起点：群馬総社停車場[1]
- 終点：前橋市総社町植野462番の1（群馬県道15号前橋伊香保線交点）[注釈 1]

## 歴史
- 1959年（昭和34年）9月18日：群馬県より現・道路法に基づき、県道群馬総社停車場線（群馬総社停車場 - 県道前橋伊香保線交点〈前橋市総社町総社〉、整理番号85）が路線認定される[2]。
  - 同時に、前身路線にあたる県道総社群馬総社停車場線（前橋市総社町総社 - 群馬総社停車場、整理番号81）が路線廃止される[3]。

## 地理

### 通過する自治体
- 前橋市

### 交差する道路
- 群馬県道15号前橋伊香保線 - 終点